# 1992년 하계 올림픽 그레나다 선수단
그레나다는 1992년 7월 25일에서 8월 9일까지 스페인 바르셀로나에서 열린 제25회 하계 올림픽에 참가했다.

## 육상
남자 100m
- 가브리엘 시메온
  - 예선 - 11.10 (→65위, 진출 실패)

남자 멀리뛰기
- 에우게네 리코리시
  - 예선 - 7.60m (→13위, 진출 실패)

남자 400m
- 델론 펠릭스
  - 예선 - 47.39 (→5위, 진출 실패)

여자 400m
- 셰르마이네 로스
  - 예선 - 55.49 (→6위, 진출 실패)